# Hidrogênio sólido
Hidrogênio sólido é o estado sólido do elemento hidrogênio, alcançado através de queda da temperatura abaixo do ponto de derretimento do hidrogênio de 14,01 K (-259,14 °C). Foi coletado pela primeira vez por James Dewar em 1899 e publicado com o título "Sur la solidification de l'hydrogène" no Annales de chimie et de physique, 7ª série, vol.18, Out. 1899.